# Скално-култов комплекс Ночево
Скално-култовият комплекс при село Ночево се състои от монолитни скални късове с големи размери - повечето с издълбани по тях трапецовидни ниши.
Намира над левия бряг в горното течение на река Харманлийска, Община Черноочене. Простира се на голяма площ - поне 3 km по течението на реката и наред с праисторическите култови мегакомплекси край селата Дъждовница и Ковил е един от най-мащабните на територията на Източните Родопи. Откриват се още скални басейни, малки пещери – тип „утроба“ и няколко сухи пещери („Ташлък“, „Коджа ин“ и др.), около които са изсечени множество кръгли и елипсовидни вкопавания и ниши.

### Датиране
Датирането на комплекса от доц. Стефанка Иванова е в широки граници, към Каменно-медната епоха на базата на наличието на големите количества от керамика от тази епоха разпръснати на различни места под скалите с изсечени трапецовидни ниши и използваните каменни и кремъчни инструменти за направата на нишите и полирането на скалните повърхности.

### Трапецовидни ниши
Общият брой на трапецовидните ниши изсечени в скалните масиви при Скално-култовият комплекс край Ночево надхвърля 200 броя. В повечето регистрирани ситуации те са изсечени върху изявени скали, разположени върху билата и склоновете на възвишения с южно изложение. Почти винаги са избирани високи скални масиви (с височина над 10-17 m), като при повечето са регистрирани и има малки пещери, които често са вторично дообработвани. Трапецовидните ниши са разположени така, че да не са достъпни за човек без използването на помощни съоръжения. По-голямата част са обърнати на юг, по рядко на запад и изток и като изключение на север. Приблизителните размери на трапецовидната форма с варира от - основи 0.50 х 0.15/0.35 m, височина 0.60/0.80 м и дълбочина до 0.20/0.35 m. Техниката на изработване е включвала първоначално изсичане на трапецовидна рамка, оформяща формата и размерите на нишата, след което самата ниша е изсичана в посока от горе - надолу, като първо е оформяна горната й част почти до желаната дълбочина и след това е оформяно дъното. Идентичните характеристики на повечето трапецовидни ниши по отношение на форма, размери, стил, последователност и разположение предполагат, че изработването им е свързано с определен исторически период, като вероятно от определена група хора е била специализирана в тази дейност.

### Шарапаните
Две от шарапаните край Ночево се намират в едноименната местност, недалеч от местността Памук кая. Това са две съоръжения, представляващи изсечени върху монолитна скала резервоари за течности с улеи между тях. Местното турскоезично население ги нарича - шарапташи - в превод „винени камъни“, тъй като вероятно те са ползвани като съоръжения за направа на вино цел в късното Средновековие, но се предполага че в древността са служели и при различни религиозни обреди. Основната хипотеза, е че те датират от Халколита и са били предназначени за религиозни ритуали свързани с рудодобива.
Съоръженията се намират на около 200 m едно от друго, като едното е сравнително добре запазено и са се съхранили два от басейните (резервоарите) му и улеи. Първият от резервоарите му е с правоъгълна форма със заоблени краища и е дълбок около 0,20 m. Другият е с формата на полусфера (диаметър 0. 80 m) и е дълбок 0,65 m. На втория резервоар ясно личат два улея, което предполага наличието и на следващо ниво. При втората шарапана е запазен само единият от резервоарите, но улеят показва къде се е намирал другият. Шарапаната е с внушителни размери. Има кръгла форма с диаметър на кръга около 1.80 m. Дълбочината е 0.30 m, изсечена скосено към дъното.

### Коджа Ин
На съседния склон над местността „Шарапаните“ е разположена пещерата „Коджа ин“ (Голямата пещера), като в района около нея се наблюдават множество скално-изсечени антропоморфни и зооморфни изображения.
Местното население е дало различни наименования за всяка открояваща се скална група – „Овенът“, „Сляпата глава“, „Кучето“, „Лицето“, „Килимявката“,„Стълбището“, и др.
По данни на Българска федерация по спелеология, пещерата Коджа ин е разположена в местността Шарапаните и е картокирана е под № 5374 от клубна експедиция Родопи - Кърджали, ръководена от Минчо Гумаров през лятото на 1985 г.. Пещерата е суха, едноетажна и неразклонена с дължина 8 m и без денивелация.

### Чатал Ин
При връх Калето/Кулето непосредствено над селото се намира пещерата, която местните наричат Чатал ин - от турски Разклонената пещера. Обектът също е част от култовия мега-комплекс. Пещерата е суха, едноетажна и разклонена, проходна, с обща дължина 65 m и денивелация 3 m. При източния вход са изсечени 4 броя трапецовидни ниши, а още няколко са регистрирани от западната част на скалата, над входа на една по-малка пещера.

### Пармаклъ кая
На около 4,5 km северно от Емин Чауш махала на село Ночево се намира местността Пармак кая – в превод от турски "Каменният пръст/фалос". От дясно на входа към пещерата стърчи скален израстък, който определя името на обекта.
Скалният комплекс Пармаклъ кая се състои от две високи скали с изсечени в тях 43 на брой трапецовидни ниши, между които, в естествена пукнатина е разположена пещера тип - утроба, която според някои изследователи прилича на двурога, като лявото разклонение е сравнително малко. Пещерата е дълбока над 10 m., като в дъното с помощта на кремъчни оръдия е оформена характерна каменна вулва. Повърхността на двата скални масиви откъм дерето е загладена с помощта на кремъчни и каменни инструменти, а впоследствие върху нея са изсечени трапецовидните ниши.

## Интерпретации
Според интерпретацията на проф.Валерия Фол скално-култовият комплекс при село Ночево е един от големите регионални религиозни центрове в на територията на Родопите, използван от тракийското племе Беси. Свещената територия включвала цялото пространство осеяно със скално-изсечени олтари, басейни за пречистване и жертвоприношения, скали с изсечени в тях ниши, като централното и най-свято място е пещерата-утроба между двата скални масива маркирани с трапецовидни ниши. Естествената цепнатина между двете извисяващи се скали е дооформена допълнително така, че по време на зимното слънцестоене светлинният лъч достига до дъното ѝ, моделирано като утроба. В тази пещера-утроба тесен кръг от посветени аристократи са изживявали тайнството на сътворението, като са наблюдавали акта на сливането на светлината с утробния пещерен мрак. Според Фол, именно този акт е вярвания от траките свещен брак (хиерогамия) между Великата богиня-майка(Земя) и нейния Син (Слънце). Интерпретацията на Фол обаче не е подкрепена с научни факти.
Проф. В.Фол разглежда скално-култовият комплекс край с. Ночево като "прекрасно съхранено свещено място, в което всеки, който обича мистерията на тайните знания, може да я изживее като древните траки в дните на Слънцебога и на Великата богиня майка". Тълкуванието на Фол не почива на редовни археологически разкопки и е врамките на една много обща интерпретация. 

## Социализация и опазване
Всяка година в средата на август Тракийско общество „Трескейа“ организира посещение на скално-култовия комплекс. Според литературните данни, в тези дни в древен Рим е била почитана т.нар. "Диана от Неми", за която римските автори са писали, че има много скитски и варварски, т.е. чужди на римляните, елементи в образа и обредите ѝ. Те смятат, че тя е приличала на Артемида от Таврополис. Смята се, че тя е тракийска версия на Артемида и е почитана в Северна Гърция.
Според културолога д-р Георги Мишев онези, които искат да посетят подобен обект с ясната мисъл, че е свещено място, е възможно да научат повече за него, а защо не и да съпреживеят, което е целта на т.нар. „духовен туризъм“ – духовното преживяване. Идеята на посещението на скално-култовия комплекс край Ночево е, че не може сега, след 2000 или 3000 години, да бъде измислено ново предназначение на древните свети места – то е дефинирано още в древността.